# RTL Wasserspiele
Die RTL Wasserspiele ist eine von der RTL Studios GmbH produzierte Unterhaltungsshow, bei der acht Prominente in unterschiedlichen Spielen gegeneinander antreten müssen. Die Sendung findet seit 2022 einmal jährlich statt und wird von Jan Köppen und Laura Papendick moderiert. Unterstützt werden die Moderatoren durch Oliver Pocher, der die einzelnen Spiele als Bademeister begleitet.

## Konzept
Acht Prominente stellen sich einem Wasser-Wettkampf. Inmitten der verschiedenen Themenwelten eines Wasserparks müssen sie in acht (2022: sieben) abenteuerlichen Spielen gegeneinander antreten. Die drei (2022: zwei) besten Teilnehmer messen sich anschließend im Finalspiel. Der Gewinner darf sich als „König“ der RTL Wasserspiele bezeichnen und erhält die goldene Badekappe.

## Episoden

### Folge 1 (2022)
Die erste Folge wurde im September 2022 im Wasserpark Rulantica im Europa-Park in Rust produziert und am 22. Oktober 2022 ausgestrahlt. Jan Köppen und Laura Wontorra führten als Moderationsduo durch die Sendung, Oliver Pocher begleitete als Bademeister die einzelnen Spiele.
| Platz | Kandidat          |
| ----- | ----------------- |
| 1.    | Benjamin Melzer   |
| 2.    | Marc Terenzi      |
| 3.    | Mathias Mester    |
| 4.    | Hanna Sökeland    |
| 5.    | Lola Weippert     |
| 6.    | Larissa Marolt    |
| 7.    | Filip Pavlović    |
| 8.    | Ekaterina Leonova |

### Folge 2 (2023)
Die zweite Folge wurde im September 2023 im Siam Park auf Teneriffa produziert und am 21. Oktober 2023 ausgestrahlt. Jan Köppen und Laura Papendick führten als Moderationsduo durch die Sendung, Oliver Pocher begleitete als Bademeister die einzelnen Spiele.
| Platz | Kandidat             |
| ----- | -------------------- |
| 1     | Cecilia Asoro        |
| 2     | Fernanda Brandão     |
| 3     | Michael „Mimi“ Kraus |
| 4     | Elena Miras          |
| 5     | Julia Römmelt        |
| 6     | Filip Pavlović       |
| 7     | Zsolt Sándor Cseke   |
| 8     | Dominik Stuckmann    |

### Folge 3 (2024)
Die dritte Folge wurde erneut im Siam Park auf Teneriffa produziert und am 18. Mai 2024 ausgestrahlt. Als Moderatoren blieben Jan Köppen und Laura Papendick sowie Oliver Pocher, der die Kandidaten als Bademeister durch die Spiele führte, bestehen.
| Platz | Kandidat          |
| ----- | ----------------- |
| 1     | Adriano Salvaggio |
| 2     | Pascal Hens       |
| 3     | Nina Moghaddam    |
| 4     | Valentin Lusin    |
| 5     | Jess Maura        |
| 6     | Isi Glück         |
| 7     | Antonia Hemmer    |
| 8     | Serkan Yavuz      |